# Емілі Сікос
Емілі Сікос (англ. Emily Csikos, 29 липня 1988) — канадська ватерполістка.
Призерка Панамериканських ігор 2007, 2011 років.